# عون القدومي
عون معين القدّومي، داعية إسلامي من الأردن، والمشرف العام على معهد المعارج للدراسات الشرعية، ومعهد الحوراء للتأهيل والبناء في الأردن، ومؤسّس للعديد من الشركات الخَدَمية والإنتاجية الدعوية في داخل الأردن وخارجها، له حضوره الواسع في الإعلام والبرامج التلفزيونية والإذاعية والفعاليات الشبابية والدينية، وله مشاركات في رحلات ومؤتمرات دعوية على مستوى العالم الإسلامي، وله مؤلفات عدة في مجالات شرعية ودعوية متعددة، ولد في عمّان الجمعة 11 رمضان 1402 هـ الموافق 2 تموز 1982م.

## نشأته وطلبه للعلم
نشأ عون القدومي في أسرة مثقّفة لها اعتناء بالقراءة والبحث والعمل الثقافي المجتمعي، وقد استفاد من والده الدكتور مُعين القدومي، وهو دكتور في الاقتصاد، وله العديد من المؤلفات الثقافية والاقتصادي)، وطالع كثيراً من المؤلفات والتقى بعداًد من المفكرين والشعراء منذ صغره. ثم درس في الجامعة الأردنية الدراسة الأكاديمية الأولية في الشريعة تخصص "أصول الدين"، ثمّ أكمل الدراسات العليا (الماجستير) في جامعة بيروت الإسلامية في لبنان عام 2021، وكانت أطروحته بعنوان «منهج النبي محمد في ضبط المجتمع المدني».[بحاجة لمصدر]
تلقى العلوم الشرعية الدينية دراسةً وإجازةً على عدد من علماء أهل السنة والجماعة فيما يعرف بعلوم الإسناد ضمن منهجية طلب السند المتصل المتسلسل إلى رسول الله ﷺ في العلم والسلوك والدعوة في كل من الأردن وسوريا ولبنان ومصر والعراق واليمن وليبيا والمملكة العربية السعودية والإمارات وتركيا وفلسطين والسودان والمغرب والجزائر وكينيا وماليزيا وإندونيسيا وفطاني وغيرها من الدول.

## جهوده وجوانب اهتماماته
ارتحل في طلب العلم والتزكية والدعوة إلى الله في عدد من البلدان في العالم والتقى بالعديد من الشيوخ والعلماء وقادة الرأي والإعلام، وله اهتمام في جانب الإعلام من حيث المشاركة وتجديد لغة الدعوة إلى الله من خلال الوسائل الإعلامية المختلفة، فكان له عدد من البرامج والاستضافات في الإذاعات والقنوات المحلية والعربية والإسلامية العالمية وحضور على صفحات الإنترنت.
كما أن له عدد من الرسائل والمؤلفات والمواد الصّوتية والمسموعة، وله مشاركات عبر المحاضرات الجماهيرية في الجامعات والمجتمعات الشبابية والخطب الجُمعية ومجالس إحياء المناسبات الدينية والدروس العلمية وله مشاركات في العمل المؤسسي الدعوي، وله مساهمات في تأسيس وسير عمل بعض القنوات التلفزيونية الدينية والإذاعية.
كما أنّ له اهتمامات بتأصيل العلوم التي تناولت حياة النبي محمد بن عبد الله ويطلق عليها العلوم النبوية (الشمائل، الدلائل، الفضائل، الخصائص، السيرة)، ومفهوم الحلول النبوية للمشكلات العالمية.
وكذلك له اهتمام واسع في فقه الدعوة إلى الله، والتأهيل الدعوي عبر سلسلة من البرامج التدريبية تحت إطار منهجية التأصيل والتأهيل والتشكيل الدعوي، فقد ألف عدداً من الأطروحات الفكرية المتعلقة بالدعوة إلى الله، بالإضافة إلى إنشاء ملتقى دوري دعوي يبحث في قضايا علمية ودعوية ومجتمعية.

## شيوخه
```
التقى بكثير من علماء وشيوخ هذا الزمن من بلدان متنوعة، ومن أبرز الشيوخ الذين أخذ عنهم واستجازهم بإيجاز:
```

| الأردن - الشيخ نوح القضاة، المفتي العام في الأردن سابقاً. - سعيد فودة. - يوسف العتوم. - عمر صب لبن. - شحادة الطبيري. - يونس حمدان. - علي أبو العيش. - خالد العبيسي. - أمين الكيلاني. - إبراهيم الفالوجي. - عايش حويان. - ساري التميمي. المملكة العربية السعودية - نبيل الغمري. - مالك العربي السنوسي. - خالد مرغوب. - عبد الرحيم العلمي. - طارق سردار. - عمر بن حامد الجيلاني. - الحبيب شهاب الدين بن علي المشهور. - السيد إبراهيم الخليفة الإحسائي. | اليمن - الحبيب عمر بن حفيظ. - الحبيب سالم الشاطري. - الحبيب أبو بكر المشهور. - الحبيب زين بن سميط. - الحبيب عمر بن محمد السقاف (آدم). - الحبيب محمد بن علي الجنيد. - الحبيب علي المشهور بن سالم بن حفيظ. - الحبيب عبد الله بن محمد بن علوي بن شهاب. - الحبيب جعفر بن أحمد بن موسى الحبشي. - الحبيب علي بن محمد بن هادي السقاف. - الشيخ مرعي. فلسطين - مصطفى السعافين. تركيا - الشيخ محمود أفندي. - محمد أمين سراج. - مصطفى جواد آكشيط. - صالح العباسي. - عبد الحق أفندي. المغرب - طه عبد الرحمن. | مصر - محمد عبد الباعث الكتاني. - إدريس الإدريسي. - أحمد طه الريان. - محمد مهنا. - علي جمعة. - يسري جبر. - معوض عوض إبراهيم. الهند - الزبير بن إنعام الحسن. - سعد بن محمد هارون بن محمد يوسف بن محمد إلياس. - أحمد اللاد. - أبو بكر أحمد المليباري. الإمارات - محمد علي بن عبد الرحمن الخالدي. - عيسى الحميري. - عبد الرب النظاري. أفغانستان - الشيخ شاه جيهان الأفغاني. موريتانيا - محمد اليدالي. - عبدالله بن بيه. كردستان - رشيد كاكا. | العراق - الشيخ عبد القادر العاني. - عبد الملك السعدي. - خليل فياض. - خليل الجنابي. - أديبة بنت علاء سراج الدين النقشبندي. ليبيا - عادل الليبي. - نعمان السنوسي. - جلال الجهاني. - الملكة فاطمة السنوسي. لبنان - أسامة الرفاعي. - محمد علي البارودي. سوريا - محمد مطيع الحافظ المشهور (بدبس وزيت). - أحمد بن عبد الله سراج الدين. - محمد فؤاد سليم طه. - جميل البيطار. الجزائر - عبد اللطيف بلقايد. السودان - الشيخ الياقوت الشيخ محمد الشيخ مالك. |

## أعماله ونشاطاته

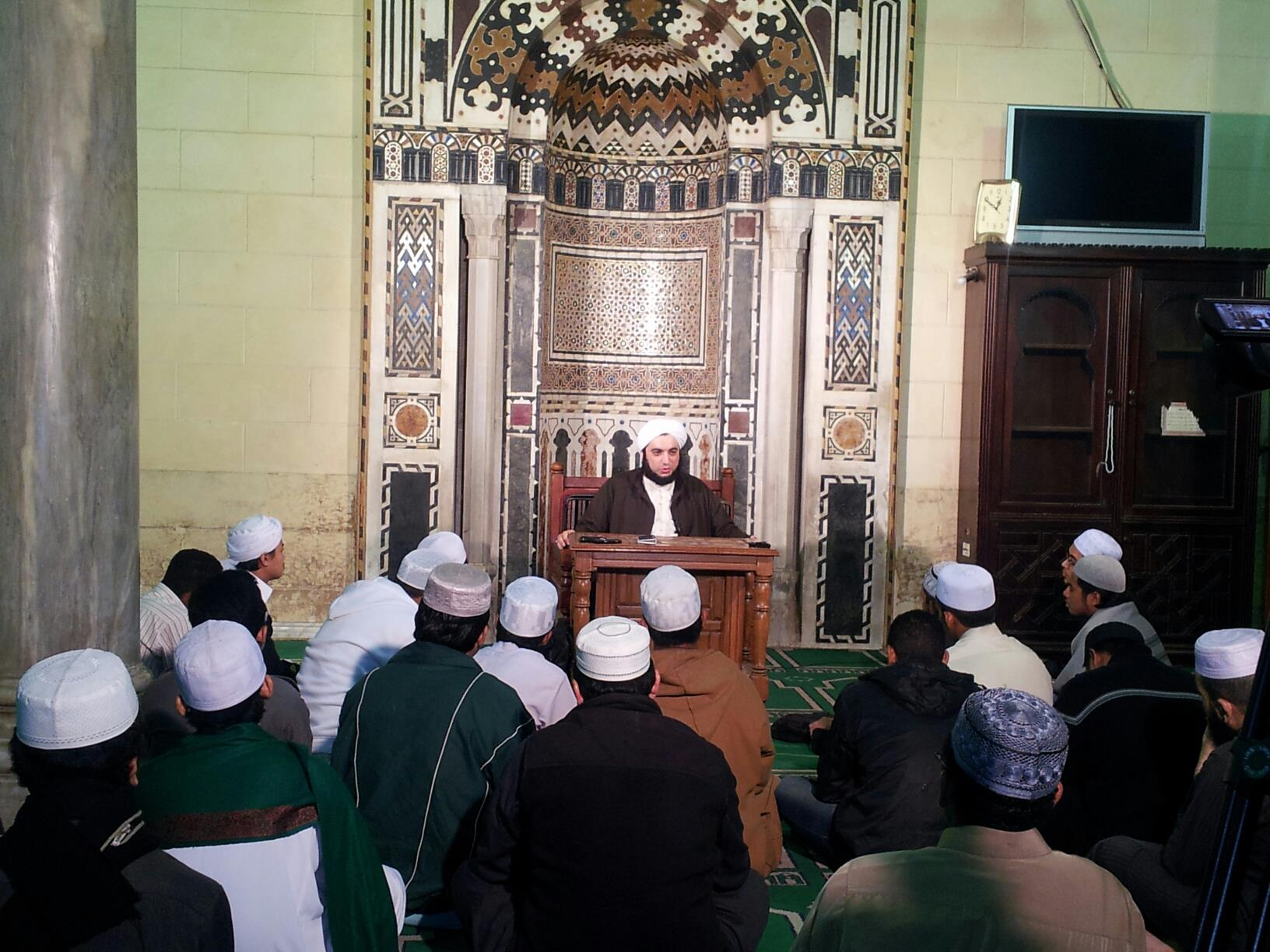
عون القدومي أثناء إلقاءه درسًا في الجامع الأزهر في الرواق العباسي

### مشاريع وأعمال مؤسسية
قام بتأاًسيس عدد من المؤسسات العلمية الدعوية والمجتمعية في كل من الأردن وتركيا وشرق أفريقيا وأندونيسيا، منها:
1. شركة المعارج لعقد الدورات التدريبية والاستشارات.
2. معهد المعارج للدراسات الشرعية، بأفرعه في أرض الصومال وتركيا وإندونيسيا.
3. مركز الحوراء النسائي للعلوم الشرعية.
4. قبلة سنتر للاستشارات النفسية والأسرية.
5. جمعية مثابة الاعتدال للعلوم الشرعية.
6. الجمعية الثقافية لسيدات الحوراء.
7. المركز الهاشمي لدراسات العلوم النبوية.
8. جمعية الاكتفاء الذاتي للتنمية الاجتماعية.
9. جمعية ربيع المحبين الثقافية.
10. جمعية العون الخيرية في أرض الصومال.
11. المركز الهاشمي للدراسات والعلوم النبوية.
12. دار المعين للنشر والتوزيع والدراسات.
13. مآثر لتنظيم الرحلات.
14. الإكسير لحلول الأعمال.
15. مطبخ إبراهيم الخليل (مطبخ إنتاجي).
16. متجر جونة لبيع الإكسسوارات والتحف والعمائم.
17. دكان الخيرات.
18. مؤسسة البيارق للإنتاج الإعلامي.
19. راديو تلفزيون محبة.
20. مرصد تحول في تركيا.

### رحلات ومشاركات
شارك في عدد من الرحلات والمؤتمرات المتنوعة في الوطن العربي وتركيا وجنوب شرق آسيا وشرق أفريقيا وإيطاليا وتشيلي، أهمها ما يلي:
1. مؤتمر التصوف العالمي الرابع في أورفه - تركيا 2014.
2. ملتقى فقه التحولات في حضرموت – اليمن.
3. مؤتمر العقبة العلمي الأول والثاني.
4. الملتقى الدولي الثاني للدعاة في كيرلا – الهند.
5. مؤتمر الدفاع عن الوطن الذي تقيمه وزارة الدفاع الأندونيسية بالتعاون مع جمعية الطريقة النهضية المعتبرة 2016.
6. المؤتمر العالمي للتصوف في مملكة المغرب.
7. المنتدى الصوفي العالمي بيكالونجان - إندونيسيا 2019.
8. المؤتمر التصوف الدولي - بغداد 2024.

### مبادرات
1. دورات العلم الواجب: دورات يسقط بتعلُّمها العلم الواجب تعلُّمه على كل مسلم عبر دورات ميسرة، حضرها أكثر من 5000 رجل وامرأة عبر 10 سنوات. وتهدف هذه الدورات لتعليم أساسيات الدين المتعلقة بـ الإيمان - العقيدة / الإسلام - الفقه / الإحسان - التزكية.
2. نظام السنتين: نظام يدرس فيه الطالب 16 علماً بمستويات عدة ومتطلبات بحثية وحفظية.
3. تأهيل الدعاة: برنامج تأهيل الدعاة، من خلال أربعة مستويات تتضمن دورات تأصيلية للدعوة وأركانها وحمل الهم الدعوي، ثم برامج تأهيلية تستهدف بناء ذات الداعي ومهاراته واكتساب الخبرة الدعوية من خلال الالتحاق بأحد مرافق الدعوة وإنجاز المهمات والمتطلبات، ثم التركيز على مراتب المدعوين ولغة الخطاب والتخصصية في العمل الدعوي، ثم التشكيل والبناء للأعمال الدعوية المؤسسية والإشراف عليها.
4. ربيع المحبين: مبادرة مجتمعية بدأت في عام 2010، تُعنى بإحياء شهري ربيع الأول وربيع الثاني من كل عام من خلال مجالس الصلاة على النبي في مختلف محافظات الأردن في مختلف أشكال المؤسسات والمساجد والبيوت بحضور منوع مع نشاط إعلامي من برامج تلفزيونية وإذاعية وعلى منصات التواصل الاجتماعي ومطبوعات وفعاليات شبابية ومجتمعية. تهدف هذه المبادرة إلى تعريف الناس بمحبة وأخلاق النبي صلى الله عليه وسلم بصورة معاصرة.[6]
5. إحياء المناسبات: إحياء المناسبات الدينية عبر فعاليات متعددة على مدار العام تأكيداً للهوية ونشراً لثقافة المحبة.
6. الرحلة الدعوية العالمية: رحلة سنوية عمرها 6 سنوات يشارك فيها عدد من العلماء والمحبين والمفتين وأهل الدعوة، يتم من خلالها التجول في عدة بلدان لتبادل الخبرات وأداء واجب الدعوة وتطوير المهارات.
7. عمرة الإرث النبوي: عمرة تحوي زيارة المآثر الدينية النبوية في الحرمين الشريفين مع برنامج إيماني منوع وجلسات روحية برفقة عدد من العلماء والمرشدين، وقد تجاوز عدد الرحلات 40 رحلة، منها ما هو رحلات عائلات ورحلات فتية. تتضمن أنشطة ومسابقات تعليمية.
8. ملتقى الخويصة: ملتقى يعقد مرتين في العام، أحدهما عالمي، يتم التحاور فيه فيما يحقق رسالة (إحياء الدين كله في العالم كله) وتطوير أداء المؤسسات الدعوية، وقد عُقد أكثر من 17 ملتقى.[7]
9. ملتقى (مجتمع محبة): وهو ملتقى دوريّ يهدف إلى إعداد "سفراء النبوة" كما يُطلق عليهم، والذي بدأ عام 2023، ويقوم على منهجٍ مُكوَّن من 7 مستويات، يستهدف من خلالها تخريج سفراء ينشرون سيرة النبي محمد .[8]
10. الاكتفاء الذاتي: وهو اهتمام الأفراد والجماعات بالثروة الحيوانية والنباتية والصناعات التحويلية القائمة عليها لتوفير مصادر دخل مساندة في أوقات الأزمات الاقتصادية وصعوبة العيش. وقد تم تفعيله من خلال فريق يخدم فكرة الاكتفاء الذاتي في فروع معهد المعارج للدراسات الشرعية ومن خلال إيجاد مؤسسة للاستشارات والحلول المالية.
11. مشاريع بالعمل المقدسي: إذ ألف كتب عدة، أهمها كتاب "القدس مبنى ومعنى"، وأسس برنامج "عباداً لنا"، كما له محاضرات يوتيوب عدة "بين يدي العالمية الاسلامية الثانية"، كذلك أسس مشروع بيت المقدس ليخدم بيت المقدس من ناحية التوعية والتعريف والتأصيل، والذي يهدف إلى رفع الوعي ببيت المقدس بين الماضي والحاضر والمستقبل، ودور الهاشميين في ذلك.

## المؤلفات العلمية
برع عون القومي في العلوم النبوية بشكل عام، وألَّف فيها كتاباً يُعتبر المدخل لهذه العلوم الخمسة أسماه «العلوم النبوية» طُبع منه 3 طُبعات وقد ترجم أيضاً إلى اللغة الإنجليزية والمالاوية. كما أنّ له اهتمامات بعلم فقه التحولات وعلم الساعة، وألَّف في ذلك ما عُرف بـ «مقالات في فقه التحولات» لتكون هذه المقالات نواة كتطبيق عملي لهذا العلم. كما له كتابات متنوعة في مجال الدعوة أبرزها كتاب «معالم الدعوة المحمدية» والذي جمع وشرح فيه المؤلف أربعين حديثاً في فقه الدعوة إلى الله تأصيلاً وتأهيلاً وتشكيلاً.
بلغت عدد إصدارات المؤلف إلى ما يقارب 50 كتاباً حتى الآن، ومنها ما زال تحت الطباعة، تعددت عناوينها ما بين التزكية والرقائق والصلوات ومقاصد العبادات وعلوم القرآن، ورمضانيات، وكتب تتحدث عن مشاريع الأنبياء في تحرير بيت المقدس، وسلسلة في الشمائل المسيحية، وغيرها والتي صدرت عن دار المعين للنشر والتوزيع والدراسات.

## البرامج الإذاعية والتلفزيونية
للداعية عون القدومي أكثر من 20 برنامجاً تلفزيونياً وإذاعياً بثَّت على قنواتٍ متعدِّدة من داخل الأردن، ومن خارجه في الوطن العربي. تناولت البرامج مواضيع متنوعة، كفقه الدعوة إلى الله، وتزكية النفس، وفقه المناسبات، والعلوم النبوية، وفقه الأسرة،  ومشاريع الأنبياء في تحرير بيت المقدس. من أبرزها:
1. الدعوة التامة (قناة الإرث النبوي)
2. البيت  النبوي (التلفزيون الأردني)
3. عباداً لنا (قناة اقرأ)
4. وهذا النبي (التلفزيون الأردني)
5. نسيم السحر (إذاعة حياة إف ام)

وحاور الداعية عون القدومي المفكرَ الحبيب أبا بكر العدني ابن علي المشهور في عدد من البرامج عُنونت بالعناوين التالية: المرصد النبوي والبيارق، وقد أذيعا على قناة الإرث النبوي.